# Smithiantha canarina
Smithiantha canarina är en tvåhjärtbladig växtart som beskrevs av Wiehler. Smithiantha canarina ingår i släktet Smithiantha och familjen Gesneriaceae. Inga underarter finns listade i Catalogue of Life.